# 都城秋穂
都城 秋穂（みやしろ あきほ、1920年10月30日 - 2008年7月22日?）は、日本の地質学者。専門は、岩石学・プレートテクトニクス。学位は、理学博士（東京大学・論文博士・1953年）（学位論文「変成作用に対する関係からみた非石灰質ざくろ石 」）。ニューヨーク州立大学名誉教授。

## 人物・生涯
岡山県生まれ。1943年、東京帝国大学卒業。東京大学助教授、コロンビア大学教授、ニューヨーク州立大学教授を歴任、ニューヨーク州立大学名誉教授。1953年、「変成作用に対する関係からみた非石灰質ざくろ石 」で、東京大学より理学博士の学位を取得。
本格的な顕微鏡による記載岩石学および熱力学に基づいた火成岩成因論を日本の岩石学界に輸入した坪井誠太郎を師とし、物理・化学的観点から天然の岩石の成因を探る研究を行った。
日本時代の主な業績として、変成岩岩石学の基本的枠組みを平衡熱力学の見地から体系化したこと、および対の変成帯の概念の提唱がある。これらは、欧米で提唱された理論の輸入の枠を超えた、日本発の画期的な業績であり、特に欧米で高い評価を受けた。これらの研究は、弟子の坂野昇平、関陽太郎、紫藤文子らと共に行った。
一方、当時の日本の地質学界で権勢を振るっていた地学団体研究会（地団研）の主流派に属する地質学者・岩石学者たちは、マルクス思想に基づいた歴史法則を解明するための地質学という思想的呪縛に囚われ、物理・化学的手法そのものを批判する立場をとっていた。そのため、都城は1967年、ついに日本の学界を去り、活動の場をアメリカに移すことになる。

また、1956年には鹿児島県垂水市咲花平にて発見された大隅石を新種記載している。
当時のアメリカはプレートテクトニクスがまさに勃興しつつあり、沈み込み帯における変成岩の成因論を専門としてきた都城にとっては絶好の研究場であった。都城は、研究対象を海洋底の岩石に広げ、中央海嶺における岩石構造モデルを構築することに成功した。さらには中央海嶺と沈み込み帯のマグマの系統的な分類を行い、火成岩岩石学の分野でも重要な成果をあげた。
都城は、これらの研究と並行して、プレートテクトニクスをめぐる最先端の動向を日本に紹介することや日本の学界の後進性を批判することも活発に行った。このことは、プレートテクトニクスに反対する地学団体研究会ら日本の学界との軋轢をさらに広げ、日本では都城著の書籍に対する焚書運動まで起こったとされている。
そのあとも、オフィオライトの成因論に関する研究や造山運動論の整理を行い、活発な研究活動を続けた。これら数々の業績に対し、ロンドン・フランス・アメリカの各地質学会から名誉会員に推され、さらにアメリカ地質学会からデイ・メダルを受賞するなど、世界的には非常に高い評価を受けたが、日本の地質学界では一部の研究者から強く敵視され、無視されるような状況が続いた。しかしようやく近年、日本の学界でも、地学団体研究会の衰退や研究者の世代交代とともに正当な評価を受けるようになり、2002年、「変成岩の理論的研究およびそのテクトニクス論への寄与」で日本学士院賞を受賞した。
研究活動のみならず、特にアメリカに移ってからは、日本向けに活発な執筆活動を行った。地球科学を題材にとった科学論・科学哲学に関する著書も有名である。
2008年7月22日、ニューヨーク州オールバニ近郊のジョン・ボイド・サッチャー州立公園 (en:John Boyd Thacher State Park)へ妻と共に写真撮影に出かけたが、妻と別れたのち戻らず、24日になって地元の消防隊によって死亡しているところを発見された。当時、現地は濃い霧がかかっており、崖から転落したと推測されている。

## 受賞歴
- 1977年: アーサー・L・デイ・メダル（アメリカ地質学会）
- 2002年: 日本学士院賞

## 著書
- 『岩石顕微鏡　偏光顕微鏡による鉱物・岩石・結晶体の研究法』日本礦物趣味の会、1949年
- 『岩石・鉱物の熱力学』 地学団体研究会〈地学双書〉1960年
- 『変成岩と変成帯』 岩波書店、1965年
- 『変成作用』岩波書店、1994年
- 『科学革命とは何か』岩波書店、1998年
- 『「地質学の巨人」都城秋穂の生涯』 全2巻 東信堂 2009年9月　自伝

### 共編著
- 竹内均『地球の歴史』 日本放送出版協会〈NHKブックス〉1965年
- 久城育夫『岩石学』全3巻、共立出版〈共立全書〉1972-77年
- 『世界の地質』岩波書店〈地球科学選書〉1991年

### 翻訳
- ヴェーゲナー『大陸と海洋の起源　大陸移動説』紫藤文子共訳、岩波文庫（上下）、1981年